# Îlet Thierry
L'Îlet Thierry est une île de Martinique, une des îlets du François, appartenant administrativement à Le François. 

## Géographie
L'îlet est un site protégé. Il est situé à quelques centaines de mètres au sud de l’îlet Oscar.
Entre ces 2 îlets se trouvent des hauts-fonds coralliens appelés la baignoire de Joséphine.

## Histoire
Îlet issu de la chaîne volcanique sous-marine de Vauclin-Pitaul daté du Miocène moyen, il est comme les îlets Lavigne, Frégate, Oscar et Long, protégé par un arrêté de protection de biotope depuis 2003. Il est inscrit par l’arrêté ministériel du 28 juillet 2007, avec les îlets Lapins et Pelé.
L'île comporte une seule habitation, un hôtel-restaurant. 